# Falco KC Szombathely
El Falco KC Szombathely, conocido por motivos de patrocinio como Falco-Vulcano Energia KC Szombathely, es un equipo de baloncesto húngaro con sede en la ciudad de Szombathely, que compite en la A Division, la máxima competición de su país. Disputa sus partidos en el Arena Savaria, con capacidad para 4,000 espectadores.

## Historia
El club fue fundado en 1980 por dos locos del baloncesto como György Gráczer y István Németh, junto con el apoyo de la Industria maderera local. 
En la temporada 1987-1988, ascendieron a la 2ª División Húngara y dos años después, en la temporada 1989-1990, ascendieron por primera vez en su historia a la 1ª División Húngara. Tras 27 años sin un equipo en la élite, la ciudad de Szombathely volvió a tener un equipo de baloncesto de primer nivel.
El mayor logro del club fue proclamarse campeón de liga en 2008, tras derrotar en la final al Marc-Körmend. Otros resultados destacados que obtuvieron, fueron ser subcampeones de liga en 3 ocasiones (1999, 2012 y 2017) y de copa en 4 (1998, 2008, 2009 y 2010), siendo en esta última subcampeón durante tres años seguidos.
Respecto a competiciones europeas, disputaron la Copa Korać en 1998 y 1999, quedándose en ambas ocasiones en la fase de grupos. En 2015, tras 16 años sin estar en ninguna competición europea, disputaron la FIBA Europe Cup, quedándose también en la fase de grupos.

## Nombres
| Denominación          | Período       |
| --------------------- | ------------- |
| Falco-Leptek          | 1998-1999     |
| Falco-Írókéz          | 1999-2009     |
| Falco KC              | 2009-2010     |
| Falco-Szova KC        | 2010-2013     |
| Falco KC              | 2013-2014     |
| Falco Trend-Optika KC | 2014-2015     |
| Falco KC              | 2015–presente |

## Registro por Temporadas
| Temporada | Competición Doméstica | Competición Doméstica | Competición Doméstica | Competición Doméstica | Copa Húngara     | Competición Europea                 |
| Temporada | División              | Liga                  | Posición              | Play-Offs             | Copa Húngara     | Competición Europea                 |
| --------- | --------------------- | --------------------- | --------------------- | --------------------- | ---------------- | ----------------------------------- |
| 2000–01   | 1ª                    | A Division            | 3º                    | Cuartos de final      | –                | –                                   |
| 2001–02   | 1ª                    | A Division            | 6º                    | 3ª Plaza              | –                | –                                   |
| 2002–03   | 1ª                    | A Division            | 7º                    | Cuartos de final      | –                | –                                   |
| 2003–04   | 1ª                    | A Division            | 6º                    | 4ª Plaza              | –                | –                                   |
| 2004–05   | 1ª                    | A Division            | 7º                    | Cuartos de final      | –                | –                                   |
| 2005–06   | 1ª                    | A Division            | 11º                   | –                     | –                | –                                   |
| 2006–07   | 1ª                    | A Division            | 5º                    | 4ª Plaza              | –                | –                                   |
| 2007–08   | 1ª                    | A Division            | 1º                    | Campeones             | Subcampeones     | –                                   |
| 2008–09   | 1ª                    | A Division            | 6º                    | 4ª Plaza              | Subcampeones     | –                                   |
| 2009–10   | 1ª                    | A Division            | 6º                    | Cuartos de final      | Subcampeones     | –                                   |
| 2010–11   | 1ª                    | A Division            | 7º                    | Cuartos de final      | –                | –                                   |
| 2011–12   | 1ª                    | A Division            | 1º                    | Subcampeones          | –                | –                                   |
| 2012–13   | 1ª                    | A Division            | 7º                    | Cuartos de final      | –                | –                                   |
| 2013–14   | 1ª                    | A Division            | 11º                   | –                     | –                | –                                   |
| 2014–15   | 1ª                    | A Division            | 6º                    | Cuartos de final      | Cuartos de final | –                                   |
| 2015–16   | 1ª                    | A Division            | 10º                   | –                     | Cuartos de final | 3ª FIBA Europe Cup - Fase de grupos |
| 2016–17   | 1ª                    | A Division            | 2º                    | Subcampeones          | Cuartos de final | –                                   |
| 2017–18   | 1ª                    | A Division            |                       |                       |                  | 4ª FIBA Europe Cup                  |

## Falco KC Szombathely en competiciones europeas
Copa Korać 1997-98
| 1ª ronda       | HKK Brotnjo  | Falco Leptek | 0-20    | 20-0  |  |
| Fase de grupos | HERZOGtel    | Falco Leptek | 102-108 | 81-95 |  |
| Fase de grupos | Maribor Ovni | Falco Leptek | 67-72   | 87-73 |  |
| Fase de grupos | Aris BSA     | Falco Leptek | 101-62  | 81-97 |  |

Copa Korać 1998-99
| 1ª ronda       | BC Svjetlost       | Falco Leptek   | 61-72 | 85-94 |  |
| Fase de grupos | Beşiktaş JK        | Falco Leptek   | 74-71 | 94-83 |  |
| Fase de grupos | Falco Leptek       | Ericsson Bobry | 71-90 | 84-74 |  |
| Fase de grupos | Pepsi Basket Fiera | Falco Leptek   | 83-63 | 85-66 |  |

FIBA Europe Cup 2015-16
| Fase de grupos | Södertälje Kings | Falco KC | 54-62 | 81-85 |
| Fase de grupos | Varese           | Falco KC | 94-71 | 75-73 |
| Fase de grupos | Telenet Oostende | Falco KC | 91-62 | 64-86 |

FIBA Europe Cup 2017-18
| 2ª Ronda | BC Balkan / CSM CSU Oradea | Falco KC |  |  |

## Palmarés

### Liga
- A Division

-   -  Campeones (6): 2008, 2019, 2021, 2022, 2023, 2024

-   - Subcampeones (5): 1999, 2012, 2017, 2018, 2025
  - Terceros (2): 2000, 2002

### Copa
- Copa Húngara

-   -  Campeones (3): 2021, 2023, 2025

-   - Subcampeones (6): 1998, 2008, 2009, 2010, 2018, 2019,
  - Terceros (2): 1997, 2024

## Números retirados
El club retiró los siguientes dos números:
- #8 László Kálmán - Jugador emblemático del club, que tras 21 años en el equipo (toda su carrera como profesional), anunció su retirada en 2013.

- #18 Zoltán Horváth - Pívot internacional con la Selección de baloncesto de Hungría fallecido en 2009 en un accidente de tráfico. En el momento de su muerte, tenía 30 años.

## Jugadores destacados
| - Trevor Harvey - Zlatko Jovanović - Mikalai Aliakseyeu - Ryan Wright - Mario Bošnjak - Dino Butorać - Ivan Perincić - Denis Vrsaljko - Reinar Hallik - Robert Reed - Justin Robinson - Krisztián Bakk - Tibor Bán - Brúnó Bazsó - Balázs Blaskovits - Kristóf Bognár - Csaba Borszéki - Ivan Bus - Gábor Dénes - László Dobos - Krisztofer Durázi - Imre Feigl - Gábor Földi - Péter Hajmasy - Tamás Harazin - István Henrik - Patrik Hódi - Bálint Horti | - Bence Horváth - Zoltán Horváth - Róbert Jarosevits - Gábor Javorszki - László Kálmán - Zoltán Kolonics - Mihály Korcsok - Bence Kovács - Péter Kovács - Gergő Kozma - Tamás Kozma - Tibor Krasznai - Csaba Kucsora - Péter Lakatos - József Lekli - Máté Mándity - Bagó Martin - Bence Nárai - Tibor Pankar - Balázs Papp - Zoltán Perl - Balázs Popgyákunik - Gábor Sallay - Kristóf Simon - László Simon - Miklós Szabó - Zsolt Szabó - Mátyás Szanati | - Norbert Tóth - Zoltán Trepák - Benedek Váradi - Károly Walke - Tamás Will - Viktor Zrínyi - Mindaugas Kalvelis - Arnas Kazlauskas - Miloš Borisov - Goran Martinić - Antonio Alexe - Boban Tomić - Željko Zagorac - Milan Bjegović - Andrija Cirić - Žarko Čomagić - Jovo Glavinić - Aleksandar Ivanović - Zoran Krstanović - Milan Majstorović - Đorđe Pantelić - Predrag Pavlović - Davor Perak - Miljan Rakić - Aleksandar Vlahović - Ivan Žigeranović - Lubor Olsovsky - Eric Atkins | - Drew Barham - Darien Brothers - Bradford Burgess - Nicholas Covington - Emmanuel Dies - Jara Doyne - Edwin Draughan - Michael Fey - David Fisher - Winsome Frazier - Clarence Gilbert - Charles Gosa - Darrin Govens - Greg Grant - Brian Heinle - Darryl Hudson - Jonathan Levy - John Martin - Lester Medford - Jonathan Mitchell - Donovan Morris - Julian Norfleet - Ray Poindexter - Marcus Relphorde - Janou Rubin - Cameron Rundles - Nigel Smith - Brian Stafford | - Greg Stephens - Kevin Thomas - Chad Timberlake - Ray Turner - Kirk Van Slyke - DuJuan Wiley - Donald Wilson - Aliaksandr Pustahvar - Branislav Jancikin - Stanley Ocitti - Nebojša Dukić - Branislav Dzunić - Tomislav Ivošev - Dragoljub Krivačević - Ty Harrelson - Derek Hall - Jermaine Thomas - David Crouse - Gerald Eaker |